# Urhatti
Urhatti är en ö i Finland. Den ligger i Skärgårdshavet och i kommunen Åbo i den ekonomiska regionen  Åbo ekonomiska region i landskapet Egentliga Finland, i den sydvästra delen av landet. Ön ligger nära Åbo och omkring 150 kilometer väster om Helsingfors.
Öns area är 2,1 hektar och dess största längd är 200 meter i sydväst-nordöstlig riktning. I omgivningarna runt Urhatti växer i huvudsak barrskog.